# Tipo 039A
El submarino Tipo 039A (nombre de informe de la OTAN: clase Yuan) es una clase de submarino diesel-eléctrico de la Armada del Ejército Popular de Liberación de China. Es el primer submarino propulsado por PIA de China y se presume que es una de las clases de submarinos diésel-eléctricos más silenciosos en servicio. Esta clase es la sucesora del submarino Tipo 039. La designación oficial china es 039A, ya que el barco se basa en la clase 039, pero como el 039A se parece muy poco al 039, comúnmente se lo conoce como Tipo 041. La clase está diseñada para reemplazar los antiguos submarinos Tipo 033 (clase Romeo) y los más antiguos Tipo 035 que anteriormente formaban la columna vertebral de la fuerza submarina convencional.
Según una evaluación inicial del Instituto Naval de Estados Unidos, la clase Yuan fue diseñada principalmente como "una plataforma de misiles de crucero antibuque (ASCM) capaz de esconderse sumergida durante largos períodos de tiempo en litorales poco profundos de difícil acceso". Sin embargo, otra evaluación realizada por el USNI incluye una capacidad en mar abierto que puede utilizarse más allá de las aguas costeras. También se actualizó su papel dentro de la flota naval de China y, a partir de agosto de 2015, se considera un submarino de ataque más tradicional, con un papel ASCM secundario.

## Variantes específicas chinas

Submarino diesel-eléctrico chino Tipo 039A, nombre de informe de la OTAN: clase Yuan.

Perfil de un submarino de la clase 039B.

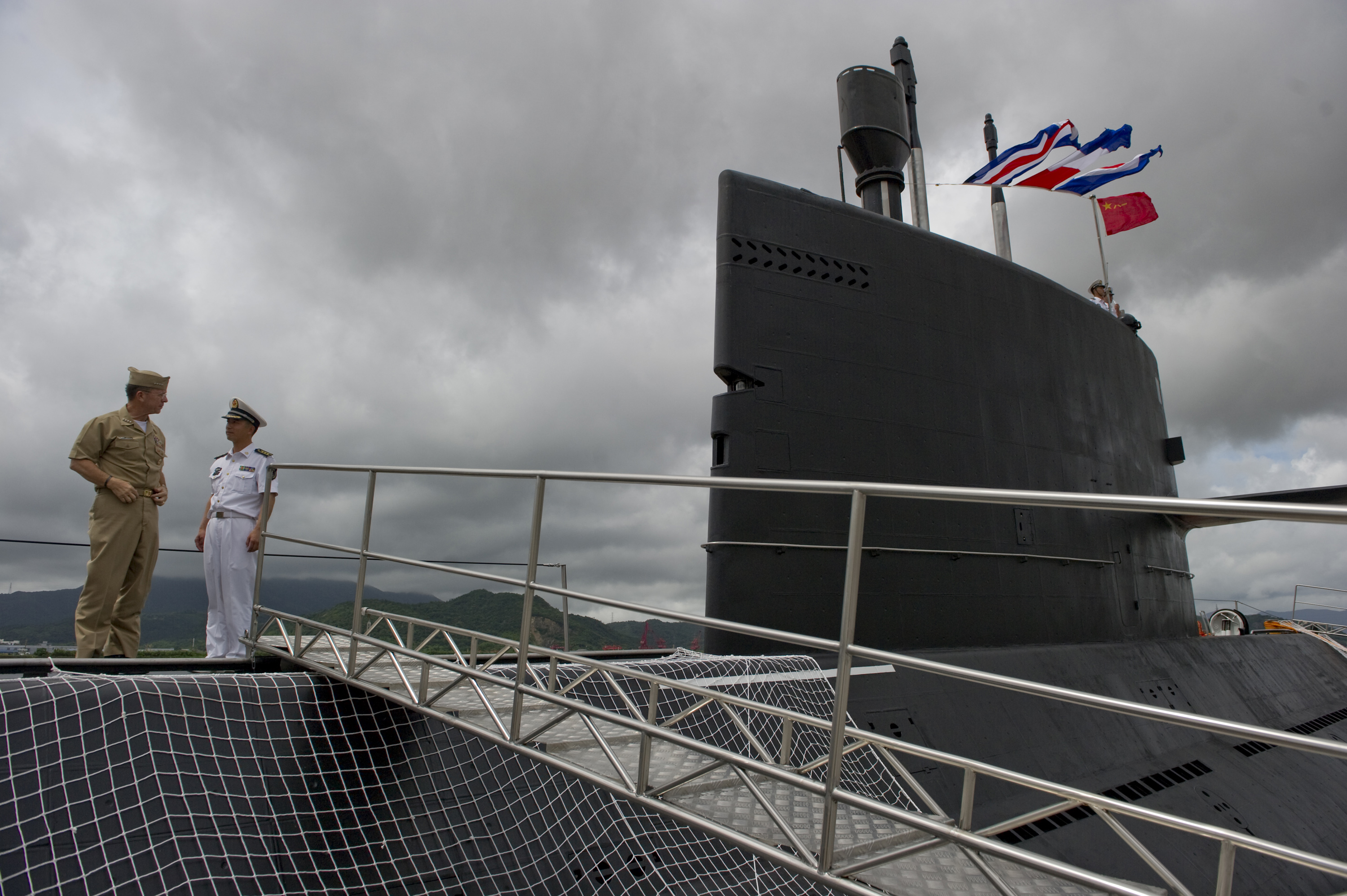
Fotos de la vista trasera de un 039B durante una visita militar estadounidense.

Hasta el primer semestre de 2014 se han desarrollado un total de cuatro variantes del Tipo 039A, y se enumeran aquí en orden cronológico según su aparición pública:
- Tipo 039A: clase Yuan original. La diferencia visual externa más obvia entre el Tipo 039A y su predecesor, el submarino clase Song Tipo 039/039G, está en la torre de mando. La torre de mando del Tipo 039A es similar a la del Tipo 039G, pero la torre carece de la extrusión en forma de aleta en la sección trasera de las torres de mando tanto del Tipo 039 como del Tipo 039G.
- Tipo 039AG: Este segundo miembro de la serie Tipo 039A se identifica con frecuencia pero erróneamente como su desarrollo, el Tipo 039B, porque externamente, las dos versiones parecen iguales por encima de la línea de flotación. La única diferencia radica por debajo de la línea de flotación, que no se observa fácilmente, y se cree que todos los Tipo 039AG han sido convertidos a Tipo 039B. La diferencia visual externa más obvia entre el Tipo 039AG junto con su desarrollo Tipo 039B y el anterior submarino Tipo 039A también se encuentra en la torre de mando: el borde de forma en la parte superior de la torre de mando del Tipo 039A se sustituye por una transición de forma redonda lisa. Además, hay una protuberancia en el centro de la transición suave en la parte delantera de la torre de mando que alberga algún tipo de sensor, y esta es una nueva característica de la que carece el anterior Tipo 039A.[4]
- Tipo 039B: sste tercer miembro de la serie Tipo 039A es idéntico al anterior Tipo 039AG, del que procede. La mayor diferencia entre el Tipo 039B y el Tipo 039AG es que el Tipo 039B ha incorporado una matriz de sonar en el flanco, que posteriormente se instaló en el Tipo 039AG y en algunos barcos anteriores. Esta diferencia, sin embargo, no es fácilmente observable porque el conjunto de sonar de flanco está instalado en la parte inferior del casco. No fue hasta principios de la década de 2010, cuando un Tipo 039B construido por el Astillero Changxing de Shanghái (长兴) quedó expuesto en el atracadero, cuando se hizo público el conjunto de sonar de flanco del Tipo 039B, distinguiéndose así el tipo del anterior Tipo 039AG que carecía del sonar de flanco.[4]
- Tipo 039B (actualizado): la cuarta variante del Yuan se dio a conocer por primera vez en diciembre de 2013, con un casco modificado y una torre de mando rediseñada con extrusión en la raíz de la torre de mando tanto en la proa como en la popa, similar a la de la torre de mando del submarino de la clase Virginia estadounidense. Además, la protuberancia que alberga sensores desconocidos a bordo del Tipo 039B en la sección delantera del borde superior de la torre de mando está ausente en el nuevo barco botado en abril de 2014, pero hay tres líneas blancas en la parte superior del borde de la torre de mando a ambos lados, presumiblemente para sensores ambientales. Se afirma que esta nueva embarcación es una variante mejorada del Tipo 039B.[4]
- Tipo 039C: variante con vela furtiva rediseñada. Visto por primera vez en mayo de 2021 en Wuhan.[5]

## Variante de exportación: S20
En IDEX-2013, China reveló una versión reducida del submarino Tipo 039A designado como S20, especialmente destinado a la exportación. La principal diferencia entre el S20 y el Tipo 039A es que el sistema PIA del Tipo 039A original se elimina, pero puede estar disponible e integrarse fácilmente gracias al diseño modular del S20, si los clientes potenciales optan por comprar sistemas PIA por separado. Debido a su diseño modular, también se pueden adoptar fácilmente una variedad de sensores y armas según las solicitudes de los clientes. Especificaciones del S20:
- Estructura: doble casco
- Longitud: 66 metros
- Haz: 8 metros
- Calado: 8,2 metros
- Desplazamiento en superficie: 1.850 toneladas
- Desplazamiento sumergido: 2.300 toneladas
- Velocidad máxima: 18 nudos
- Velocidad de crucero: 16 nudos
- Alcance: 8000 millas náuticas a 16 nudos
- Resistencia: 60 días
- Tripulación: 38 en total
- Profundidad máxima: 300 metros

### Armada Real Tailandesa
El 2 de julio de 2015, la Real Armada Tailandesa (RTN) seleccionó formalmente la plataforma china clase Yuan (Tipo 041) para cumplir con el requisito de tres submarinos. El comité de adquisiciones de RTN votó unánimemente a favor de la compra del submarino, que ha sido designado S26T (Tailandia), una versión de exportación modificada de la clase Yuan. El 1 de julio de 2016, la RTN presentó al gabinete para su consideración un plan de financiación para su proyecto de adquisición de submarinos por valor de 36 mil millones de baht, cuyos gastos se distribuirían en 11 años. Si se aprueba, el primer submarino se compraría por 13.000 millones de baht entre los años fiscales 2017-2021. El segundo y tercer submarino se comprarían durante el resto del período de 11 años. En mayo de 2017, la Marina Real de Tailandia y el gobierno tailandés firmaron un contrato para una variante S26T del submarino en un acuerdo de 390 millones de dólares. En los próximos años se esperan pedidos de otros dos submarinos. La ceremonia de corte de acero del primer submarino S26T se llevó a cabo el 4 de septiembre de 2018 en Wuhan, China.

### Armada de Pakistán
En abril de 2015, el Gobierno de Pakistán aprobó la compra de 8 versiones de exportación del Tipo 039B (actualizado) de China por 5 mil millones de dólares para la Armada de Pakistán. El acuerdo se cerró el 23 de julio de 2015. En octubre del mismo año, se reveló que cuatro de los ocho submarinos se construirán en Pakistán y el trabajo comenzará en ambas naciones simultáneamente. El Ministro de Producción de Defensa de Pakistán confirmó que el acuerdo incluía la transferencia de tecnología para construir los buques. El 6 de julio de 2015, Tanveer Hussain , ministro de Producción de Defensa, anunció que dos proyectos para la construcción de cuatro submarinos en China y cuatro en Pakistán comenzarán simultáneamente. Hussain añadió que también se creará un centro de formación en KSEW. A finales de 2016 se confirmó oficialmente que China verá entregados unos cuatro submarinos antes de 2023 y el resto antes de 2028.